# Robert Armani
Pour les articles homonymes, voir Armani.
Robert Armani, de son vrai nom Robert Woods, est un producteur et compositeur de musique électronique originaire de Chicago et apparenté aux genres house, techno, techno hardcore et plus spécifiquement hard acid techno.
Il a sorti un grand nombre de productions sur les labels ACV, Dance Mania, Djax-Up Beats ou encore Dust Traxx. Toutefois, il est surtout connu pour un petit nombre de titres relativement populaires qui apparaissent dans un grand nombre de compilations de musique électronique.

## Biographie
Né à Chicago en 1970, il anime des soirées en tant que DJ dès l'âge de quatorze ans, et commence à produire des titres quatre ans plus tard. Robert Armani mixé régulièrement au club le Cherry Moon en Belgique à Lokeren, et a sortie des titres tels que Hit Hard (Robert's Remix) et Ambulance Two (DJ Bounty-hunter - Bonzai Remix) sur le label belge Music Man Records en 1994,,. Alors qu'il s'apprête à mettre fin à ses ambitions musicales pour rejoindre l'académie de police, un voyage en Italie le fait revenir sur sa décision. Plusieurs singles sortent à cette période sur des labels tels que Dancemania (Chicago), Djax-Up Beats (Pays-Bas), dont deux de ses titres les plus populaires : Circus Bells et Armani Tracks. Plusieurs albums suivront sur le label italien ACV.

## Discographie

### Albums
- 1992 : Muzik Man (ACV et Dance Mania)
- 1992 : Next Start (ACV)
- 1995 : Blow It Out (ACV)
- 1995 : Madman Stand (ACV)
- 1996 : Spectacular (ACV)
- 1997 : VII Chapter (Chicago Style)
- 1997/2007 : The Best Of (Crash) (A&D puis ACV)
- 2007 : Circus Bells (Traxxmen)